# 2007-es Formula–1 spanyol nagydíj
A spanyol nagydíj volt a 2007-es Formula–1 világbajnokság negyedik futama, amelyet 2007. május 13-án rendeztek meg a spanyol Circuit de Catalunyán, Barcelonában. A pályán egy kör 4,655 km, a verseny 65 körös volt.

## Időmérő edzés
Bahreinhez hasonlóan ismét Felipe Massa dominált a hétvégén. A brazil 1:21,421-es idővel megszerezte a pole pozíciót, Fernando Alonso és Kimi Räikkönen előtt.
| Helyezés | Versenyző            | Csapat/Motor       | 1. rész    | 2. rész    | 3. rész  |
| -------- | -------------------- | ------------------ | ---------- | ---------- | -------- |
| 1        | Felipe Massa         | Ferrari            | 1:21.375   | 1:20.597   | 1:21.421 |
| 2        | Fernando Alonso      | McLaren-Mercedes   | 1:21.609   | 1:20.797   | 1:21.451 |
| 3        | Kimi Räikkönen       | Ferrari            | 1:21.802   | 1:20.741   | 1:21.723 |
| 4        | Lewis Hamilton       | McLaren-Mercedes   | 1:21.120   | 1:20.713   | 1:21.785 |
| 5        | Robert Kubica        | BMW Sauber         | 1:21.941   | 1:21.381   | 1:22.253 |
| 6        | Jarno Trulli         | Toyota             | 1:22.501   | 1:21.554   | 1:22.324 |
| 7        | Nick Heidfeld        | BMW Sauber         | 1:21.625   | 1:21.113   | 1:22.389 |
| 8        | Heikki Kovalainen    | Renault            | 1:21.790   | 1:21.623   | 1:22.568 |
| 9        | David Coulthard      | Red Bull-Renault   | 1:22.491   | 1:21.488   | 1:22.749 |
| 10       | Giancarlo Fisichella | Renault            | 1:22.064   | 1:21.677   | 1:22.881 |
| 11       | Nico Rosberg         | Williams-Toyota    | 1:21.943   | 1:21.968   |          |
| 12       | Rubens Barrichello   | Honda              | 1:22.502   | 1:22.097   |          |
| 13       | Szató Takuma         | Super Aguri-Honda  | 1:22.090   | 1:22.115   |          |
| 14       | Jenson Button        | Honda              | 1:22.503   | 1:22.120   |          |
| 15       | Anthony Davidson     | Super Aguri-Honda  | 1:22.295   | Idő nélkül |          |
| 16       | Vitantonio Liuzzi    | Toro Rosso-Ferrari | 1:22.508   | Idő nélkül |          |
| 17       | Ralf Schumacher      | Toyota             | 1:22.666   |            |          |
| 18       | Alexander Wurz       | Williams-Toyota    | 1:22.769   |            |          |
| 19       | Mark Webber          | Red Bull-Renault   | 1:23.398   |            |          |
| 20       | Adrian Sutil         | Spyker-Ferrari     | 1:23.811   |            |          |
| 21       | Christijan Albers    | Spyker-Ferrari     | 1:23.990   |            |          |
| 22       | Scott Speed          | Toro Rosso-Ferrari | Idő nélkül |            |          |

## Futam

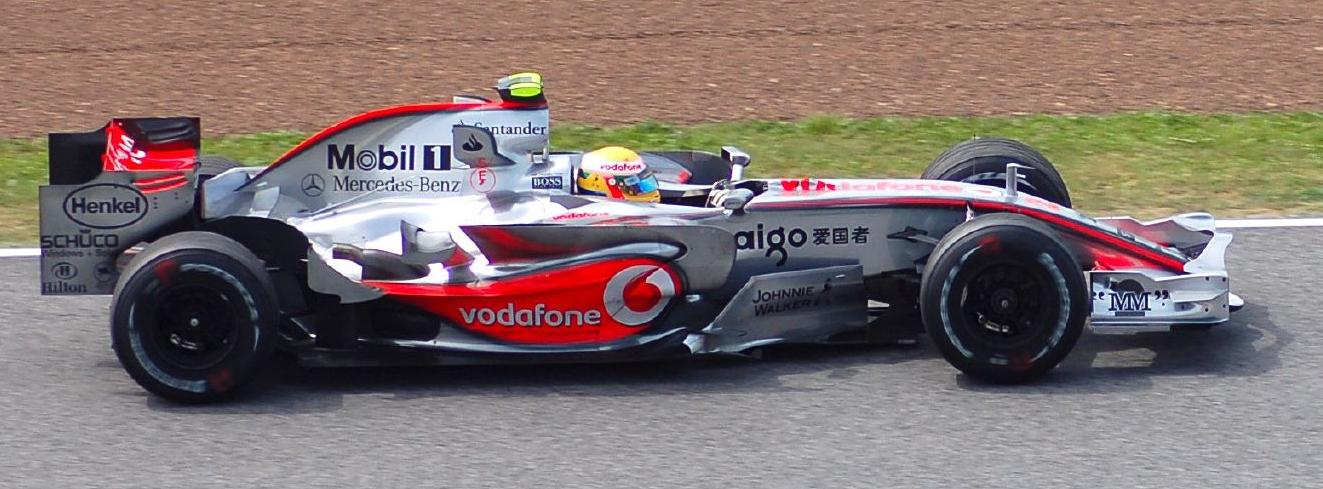
Hamilton a spanyol nagydíjon

A rajt előtt Jarno Trulli autója lefulladt és ezért meg kellett ismételni a rajtprocedúrát. A második rajt után az első kanyarban Fernando Alonso megpróbálta megelőzni a brazilt, de nem sikerült, és kiment a kavicságyba. A pályára ugyan visszatért, de több pozíciót is veszített. Massa megnyerte a versenyt, Hamilton és Alonso előtt és a leggyorsabb kör is az övé lett: 1:22,680, csapattársa, Räikkönen viszont a verseny elején a felfüggesztése miatt kiesett. Pontot szerzett még Robert Kubica, Coulthard, Rosberg, Kovalainen és Szató Takuma, aki a Super Aguri csapat első pontját szerezte meg. Összesen nyolcan estek ki, köztük volt Jarno Trulli, Mark Webber, Kimi Räikkönen és Nick Heidfeld is.
Második helyével Hamilton átvette a vezetést az egyéni világbajnokságban, és ezzel "minden idők" legfiatalabb világbajnokságot vezető versenyzője lett.
| Helyezés | Rajtszám | Versenyző            | Csapat/Motor       | Futott kör | Idő/Kiesés oka | Rajthely | Pont |
| -------- | -------- | -------------------- | ------------------ | ---------- | -------------- | -------- | ---- |
| 1        | 5        | Felipe Massa         | Ferrari            | 65         | 1h31:36,230    | 1        | 10   |
| 2        | 2        | Lewis Hamilton       | McLaren-Mercedes   | 65         | + 6,790        | 4        | 8    |
| 3        | 1        | Fernando Alonso      | McLaren-Mercedes   | 65         | + 17,456       | 2        | 6    |
| 4        | 10       | Robert Kubica        | BMW Sauber         | 65         | + 31,615       | 5        | 5    |
| 5        | 14       | David Coulthard      | Red Bull-Renault   | 65         | + 58,331       | 9        | 4    |
| 6        | 16       | Nico Rosberg         | Williams-Toyota    | 65         | + 59,538       | 11       | 3    |
| 7        | 4        | Heikki Kovalainen    | Renault            | 65         | + 1:02,128     | 8        | 2    |
| 8        | 22       | Szató Takuma         | Super Aguri-Honda  | 64         | + 1 kör        | 13       | 1    |
| 9        | 3        | Giancarlo Fisichella | Renault            | 64         | + 1 kör        | 10       |      |
| 10       | 8        | Rubens Barrichello   | Honda              | 64         | + 1 kör        | 12       |      |
| 11       | 23       | Anthony Davidson     | Super Aguri-Honda  | 64         | + 1 kör        | 15       |      |
| 12       | 7        | Jenson Button        | Honda              | 64         | + 1 kör        | 14       |      |
| 13       | 20       | Adrian Sutil         | Spyker-Ferrari     | 63         | + 2 kör        | 20       |      |
| 14       | 21       | Christijan Albers    | Spyker-Ferrari     | 63         | + 2 kör        | 21       |      |
| Ki       | 9        | Nick Heidfeld        | BMW Sauber         | 46         | Váltóhiba      | 7        |      |
| Ki       | 11       | Ralf Schumacher      | Toyota             | 44         | Felfüggesztés  | 17       |      |
| Ki       | 18       | Vitantonio Liuzzi    | Toro Rosso-Ferrari | 19         | Baleset        | 16       |      |
| Ki       | 19       | Scott Speed          | Toro Rosso-Ferrari | 9          | Gumi           | 22       |      |
| Ki       | 6        | Kimi Räikkönen       | Ferrari            | 9          | Felfüggesztés  | 3        |      |
| Ki       | 12       | Jarno Trulli         | Toyota             | 8          | Olajnyomás     | 6        |      |
| Ki       | 15       | Mark Webber          | Red Bull-Renault   | 7          | Hidraulika     | 19       |      |
| Ki       | 17       | Alexander Wurz       | Williams-Toyota    | 1          | Baleset        | 18       |      |

## A világbajnokság élmezőnyének állása a futam után
| H  | Versenyzők           | Pont | H  | Konstruktőrök     | Pont |
| -- | -------------------- | ---- | -- | ----------------- | ---- |
| 1  | Lewis Hamilton       | 30   | 1  | McLaren-Mercedes  | 58   |
| 2  | Fernando Alonso      | 28   | 2  | Ferrari           | 49   |
| 3  | Felipe Massa         | 27   | 3  | BMW Sauber        | 23   |
| 4  | Kimi Räikkönen       | 22   | 4  | Renault           | 9    |
| 5  | Nick Heidfeld        | 15   | 5  | Toyota            | 5    |
| 6  | Giancarlo Fisichella | 8    | 6  | Williams-Toyota   | 5    |
| 7  | Robert Kubica        | 8    | 7  | Red Bull-Renault  | 4    |
| 8  | Nico Rosberg         | 5    | 8  | Super Aguri-Honda | 1    |
| 9  | Jarno Trulli         | 4    | 9  |                   |      |
| 10 | David Coulthard      | 4    | 10 |                   |      |
| 11 | Heikki Kovalainen    | 1    | 11 |                   |      |

## Statisztikák
A versenyben vezettek:
- Felipe Massa 55 kör (1–19., 25–42. és 48–65.),
- Lewis Hamilton 8 kör (20–22. és 43–47.)
- Nick Heidfeld 2 kör (23–24.).

Felipe Massa 4. győzelme, 6. pole pozíciója, 4. leggyorsabb köre, 2. mesterhármasa (gy, pp, lk)
- Ferrari 195. győzelme.